# Altiplano
Altiplano (španjolski: "visoravan"), Collao (kečuanski i ajmarski) ili Andski plato je visoravan u Andama u zapadnoj i središnjoj Južnoj Americi, druga najveća nakon Tibetanske. Najveći dio visoravni nalazi se u Boliviji, a njeni sjeverni dijelovi u Peruu te jugozapadni u Čileu.
Najveći gradovi koji se nalaze na visoravni uključuju El Alto, La Paz, Oruro i Puno. Sjeveroistočni dio visoravni je vlažniji dok se na jugozapadnom dijelu nalaze slane ravnice. Na granici Bolivije i Perua smještena je jezero Titicaca, najveće jezero Južne Amerike. Na visoravni se nalazilo i jezero Poopó, koje je ujedno bilo drugo najveće jezero Bolivije, međutim godine 2015. je potpuno presušilo te nije sigruno da li će se ikada više obnoviti.
Na Altiplanu je obitavalo nekoliko pretkolumobovskih kultura, uključujući Chiripe, Tiwanaku i Inke. Danas glavne gospodarske djelatnosti na Altiplanu su rudarstvo, uzgoj ljama i turizam.